# Susana Zabaleta
Susana Zabaleta Ramos  (Monclova, Coahuila, Mexikó, 1964. szeptember 30. –) mexikói énekesnő és színésznő.

## Élete és pályafutása
1964. szeptember 30-án született. Több telenovellában szerepelt. 2006-ban ő volt az egyik zsűritag a Cantando por un sueño dalversenyen.

## Filmográfia

### Televízió
- 2013 Qué pobres tan ricos
- 2013 Lo que mas quieres... Jueza de Canto
- 2012 Por ella soy Eva... Eva María León Jaramillo Vda. de Zuloaga / Yadira Rivers
- 2011 SuSana Adicción
- 2009 Me quiero enamorar... Consejera
- 2009 Los simuladores "El gran Motul"
- 2009 Atrevete a soñar... Önmaga
- 2008 Fuego en la sangre... Ruth Uribe Acevedo
- 2004 S.O.S.: Sexo y otros Secretos... Sofía
- 2006 Cantando por un sueño Primera Temporada... Zsűritag
- 2006 Cantando por un sueño Segunda Temporada... Zsűritag
- 2006 Los reyes de la canción... Jurado
- 2003 Bajo la misma piel... Ivonne Acosta
- 2002 Conducción del programa Cultura en Línea
- 2001 Salomé... Susana
- 2000 Mi destino eres tú... Emma Pimentel de Rivadeneira
- 1998 Una luz en el camino... Astrid del Valle
- 1997 Pueblo chico, infierno grande... Medarda Zavala
- 1996 La sombra del otro... Lic. Angelina Amaral
- 1991 Milagro y magia

### Film
- 2010 Boogie, el aceitoso
- 2007 Colorín colorado este cuento no se ha acabado
- 2003 Sinbad
- 2001 Vivir Mata
- 1999 Crónica de un desayuno
- 1999 Sexo, pudor y lágrimas
- 1997 Elisa antes del fin del mundo
- 1996 Sobrenatural
- 1996 Cosi fan tutte
- 1994 Soma
- 1994 Pocahontas

## Színház
- 2012 Amor, Dolor y lo que traía puesto
- 2005 El Hombre de la Mancha (Únicos 3 días en Culiacán, Sinaloa)
- 2002 Los Monólogos de la Vagina
- 2000 El Hombre de la Mancha
- 1997 La Gran Magia
- 1996 Funesta
- 1996 Matar o no Matar (El Hábito)
- 1996 Una Sirena con Patas (El Hábito)
- 1995 Pocahontas con La Malinche (El Hábito)
- 1991 CATS
- 1989 Qué Plantón
- 1989 Sorpresas
- 1988 Don Quijote de la Mancha
- 1988 Mi Vida es Mi Vida
- 1988 Magnolias de Acero
- 1986 El Violinista en el Tejado
- 1986 Barnum

## Diszkográfia
- ¿O...fue un sueño? (1995)
- Desde el baño (1997)
- El pasado nos vuelve a pasar (2002)
- Navidad (2002)
- Quiero sentir bonito (2004)
- Para darle cuerda al mundo (2005)
- De la A a la Z (2006)
- Te busqué (2008)
- Amarrados (2010)

## Díjak és jelölések
TVyNovelas-díj
| Év   | Kategória            | Cím                | Eredmény |
| ---- | -------------------- | ------------------ | -------- |
| 2001 | Legjobb női főgonosz | Mi destino eres tú | Jelölés  |